# Dreptes
Dreptes is een geslacht van zangvogels uit de familie honingzuigers (Nectariniidae). De enige soort:
- Dreptes thomensis – Reuzenhoningzuiger